# Racconti con Maigret protagonista
Fra i racconti con Maigret protagonista, ventotto sono stati scritti e firmati da Georges Simenon tra il 1936 e il 1950.
La maggior parte furono pubblicati per la prima volta in Francia su quotidiani (Paris-Soir e Paris Soir-Dimanche) e riviste periodiche (Police-Film, poi diventata Police-Roman) come feuilleton, per poi essere raccolti in seguito in volumi. Diciassette racconti sono stati raccolti per la prima volta nel volume Les nouvelles enquêtes de Maigret, edito da Gallimard.

## Racconti con protagonista Maigret scritti da George Simenon
La tabella raccoglie in ordine cronologico per date di pubblicazione i racconti brevi scritti da Georges Simenon con protagonista il commissario Maigret.
| Titolo originale                        | Titoli delle edizioni in italiano | Prima pubblicazione                                          | Luogo in cui è stato scritto                          | Anno in cui è stato scritto |
| --------------------------------------- | --- | ------------------------------------------------------------ | ----------------------------------------------------- | --------------------------- |
| 1. La péniche aux deux pendus           | - La nave dei due impiccati - Maigret e la chiatta degli impiccati - Maigret pensa - La chiatta con i due impiccati - La chiatta dei due impiccati | - 1º e 8 novembre 1936 (quotidiano) - 1944 (volume)          | Neuilly-sur-Seine (Francia)                           | ottobre 1936                |
| 2. L'affaire du Boulevard Beaumarchais  | - Il caso del boulevard Beaumarchais - Il caso di boulevard Beaumarchais                                                                           | - 24 ottobre e 1º novembre 1936 (quotidiano) - 1944 (volume) | Neuilly-sur-Seine (Francia)                           | ottobre 1936                |
| 3. La fenêtre ouverte                   | - La finestra aperta | - 8 e 15 novembre 1936 (quotidiano) - 1944 (volume)          | Neuilly-sur-Seine (Francia)                           | ottobre 1936                |
| 4. Monsieur Lundi                       | - Il signor Lunedì | - 20 dicembre 1936 (quotidiano) - 1944 (volume)              | Neuilly-sur-Seine (Francia)                           | ottobre 1936                |
| 5. Jeumont, 51 minutes d'arrêt!         | - Jeumont, 51 minuti di fermata - Jeumont, 51 minuti di sosta!                                                                                     | - 1944 (volume)                                              | Neuilly-sur-Seine (Francia)                           | ottobre 1936                |
| 6. Peine de mort                        | - Pena di morte | - 15 e 22 novembre 1936 (quotidiano) - 1944 (volume)         | Neuilly-sur-Seine (Francia)                           | ottobre 1936                |
| 7. Les larmes de bougie                 | - Le lacrime di cera - Viaggio nel tempo | - 22 novembre 1936 (quotidiano) - 1944 (volume)              | Neuilly-sur-Seine (Francia)                           | ottobre 1936                |
| 8. Rue Pigalle                          | - Rue Pigalle - Il commissario Maigret indaga - Maigret in Rue Pigalle                                                                             | - 29 novembre e 6 dicembre 1936 (quotidiano) - 1944 (volume) | Neuilly-sur-Seine (Francia)                           | ottobre 1936                |
| 9. Une erreur de Maigret                | - Un errore di Maigret | - 3 gennaio 1937 (quotidiano) - 1944 (volume)                | Neuilly-sur-Seine (Francia)                           | ottobre 1936                |
| 10. L'amoureux de Madame Maigret        | - L'innamorato della Signora Maigret - L'ammiratore di Madame Maigret                                                                              | - 28 luglio 1939 (rivista) - 1944 (volume)                   | Neuilly-sur-Seine (Francia)                           | inverno 1937/1938           |
| 11. La vieille dame de Bayeux           | - La vecchia signora di Bayeux - Il caso della vecchia signora - Maigret e la vecchia signora di Bayeux                                            | - 3 febbraio 1939 (rivista) - 1944 (volume)                  | Neuilly-sur-Seine (Francia)                           | inverno 1937/1938           |
| 12. L'auberge aux noyés                 | - L'albergo degli annegati - La locanda degli annegati - La Locanda degli Annegati                                                                 | - 11 novembre 1938 (rivista) - 1944 (volume)                 | Neuilly-sur-Seine (Francia)                           | inverno 1937/1938           |
| 13. Stan le tueur                       | - Stan lo sgozzatore - Stan l'assassino - Stan l'Assassino                                                                                         | - 23 dicembre 1938 (rivista) - 1944 (volume)                 | Neuilly-sur-Seine (Francia)                           | inverno 1937/1938           |
| 14. L'étoile du Nord                    | - La stella del Nord - Due giorni per Maigret - Assassinio all'Étoile du Nord                                                                      | - 30 settembre 1938 (rivista) - 1944 (volume)                | Neuilly-sur-Seine (Francia)                           | inverno 1937/1938           |
| 15. Tempête sur la Manche               | - Tempesta sulla Manica | - 20 maggio 1938 (rivista) - 1944 (volume)                   | Neuilly-sur-Seine (Francia)                           | inverno 1937/1938           |
| 16. Mademoiselle Berthe et son amant    | - La signorina Berta - L'amico della signorina Berthe - La signorina Berthe e il suo amante                                                        | - 29 aprile 1938 (rivista) - 1944 (volume)                   | Neuilly-sur-Seine (Francia)                           | inverno 1937/1938           |
| 17. Le notaire de Châteauneuf           | - Il notaio di Châteauneuf - Maigret e le tre figlie del notaio - Maigret e gli avori scomparsi                                                    | - 17 giugno 1938 (rivista) - 1944 (volume)                   | Neuilly-sur-Seine (Francia)                           | inverno 1937/1938           |
| 18. L'improbable Monsieur Owen          | - L'enigmatico signor Owen | - 12 luglio 1938 (rivista) - 1944 (volume)                   | Neuilly-sur-Seine (Francia)                           | inverno 1937/1938           |
| 19. Ceux du Grand-Café                  | - Quelli del Grand Café | - 12 agosto 1938 (rivista) - 1967 (volume)                   | Neuilly-sur-Seine (Francia)                           | inverno 1937/1938           |
| 20. L'homme dans la rue                 | - Quattro giorni sempre a piedi - Il delitto di Bagatelle - Il prigioniero della strada                                                            | - 15 e 22 dicembre 1940 (rivista) - 1950 (volume)            | Nieul-sur-Mer (Francia)                               | 1939                        |
| 21. Vente à la bougie                   | - Ricostruire un delitto - Vendita all'asta | - 20 e 27 aprile 1941 (rivista) - 1950 (volume)              | Nieul-sur-Mer (Francia)                               | 1939                        |
| 22. Menaces de mort                     | - Minacce di morte | - dall'8 marzo al 12 aprile 1942 (rivista) - 1992 (volume)   | Fontenay-le-Comte (Francia)                           | inverno 1941/1942           |
| 23. La pipe de Maigret                  | - La pipa di Maigret | - 1947 (volume)                                              | Parigi (Francia)                                      | giugno 1945                 |
| 24. On ne tue pas les pauvres types     | - Non si uccidono i poveri diavoli - Nessuno ammazza un poveraccio                                                                                 | - 1947 (volume)                                              | Saint Andrews, Nuovo Brunswick (Canada)               | 15 aprile 1946              |
| 25. Le témoignage de l'enfant de chœur  | - Non sculacciate i chierichetti - La testimonianza del chierichetto                                                                               | - 1947 (volume)                                              | Sainte-Marguerite, Québec (Canada)                    | 28 aprile 1946              |
| 26. Le client le plus obstiné du monde  | - L'uomo che attendeva qualcuno - Vi presento Maigret ubriaco - Il cliente più ostinato del mondo - L'uomo più ostinato di Parigi                  | - 1947 (volume)                                              | Sainte-Marguerite, Québec (Canada)                    | 2 maggio 1946               |
| 27. Maigret et l'Inspecteur Malgracieux | - Questa notte a Parigi - L'ispettore bilioso - L'ispettore sgarbato - Maigret e l'ispettore scontroso - Maigret e l'ispettore Scorbutico          | - 1947 (volume)                                              | Sainte-Marguerite, Québec (Canada)                    | 5 maggio 1946               |
| 28. Un Noël de Maigret                  | - Un Natale di Maigret | - 1951 (volume)                                              | Carmel-by-the-Sea, California (Stati Uniti d'America) | maggio 1950                 |

## Racconti e narrativa di altri autori, con protagonista Maigret
Questo elenco raccoglie in ordine cronologico per date di pubblicazione i volumi scritti da altri autori con protagonista il commissario Maigret.
- Robert J. Courtine, con prefazione di Georges Simenon, A tavola con Maigret (Le Cahier de recettes de Madame Maigret), Mondadori Editore, 1977.
- Gilles Henry, Commissaire Maigret, qui êtes-vous?, Plon, 1977.
- André Vanoncini, Simenon et l'affaire Maigret, Libraire Honoré Champion Éditeur, 1990,  p. 145.
- Denis Lacasse, Prélude d'octobre, Septentrion, 1990,  p. 209.
- Francis Lacassin, La vraie naissance de Maigret: autopsie d'une légende, Éditions du Rocher, 1992,  p. 286.
- Maurizio Testa, Maigret e il caso Simenon, Biblioteca del vascello, 1994.
- Jean Forest, Notre-Dame de Saint-Fiacre ou l'affaire Maigret, Éditions du Rocher, 1994,  p. 190.
- Maurizio Testa, L'uomo che voleva essere Maigret, Robin, 2000.
- Robert J. Courtine, con prefazione di Georges Simenon, A cena con Simenon ed il commissario Maigret: le classiche ricette dei bistrot francesi secondo madame Maigret (Simenon et Maigret passant à table), Guido Tommasi Editore, 2000,  p. 191.
- Marco Vitale, Parigi nell'occhio di Maigret, Edizioni Unicopli, 2000,  p. 132.
- Maria Ielo, Elogio della signora Maigret, Città del sole, 2002.
- Michel Carly, Maigret traversée de Paris, Omnibus, 2003.
- Barbara Notaro Dietrich, Mio marito Maigret, e/o, 2004.
- Guido Guerrera, A tavola con Maigret - Intrighi e intingoli, Il leone verde, 2007,  p. 136.
- Francis Lacassin, La vera nascita di Maigret, Edizioni Medusa, 2013,  p. 133.
- Maurizio Testa, Chez Maigret, Elleu Multimedia, 2003,  p. 128.